# La Muraz
La Muraz település Franciaországban, Haute-Savoie megyében. Lakosainak száma 1055 fő (2022. január 1.). La Muraz Arbusigny, Archamps, Collonges-sous-Salève, Monnetier-Mornex, Reignier-Ésery és Le Sappey községekkel határos.

## Népesség
A település népességének változása:
| Lakosok száma | 1060 | 1059 | 1072 | 1063 | 1052 | 1061 | 1059 | 1057 | 1055 |
|               | 2013 | 2015 | 2016 | 2017 | 2018 | 2019 | 2020 | 2021 | 2022 |